# هووخشتره دوم
هُووَخْشَتْرَه دوم یا شهریارخوب دوم (به زبان مادی: ᴴuvaxšϑra؛ نویسه‌گردانی: هُووَخْشَثرَه، به پارسی باستان: 𐎢𐎺𐎧𐏁𐎫𐎼؛ نویسه‌گردانی‌به لاتین: ᴴuvaxštra؛ نویسه‌گردانی: هُووَخْشَتْرَه، به زبان اکدی:  Waksatar، به فریگی‌باستان: Ksuwaksaros، یونانی باستان: Κυαξάρης Kuaxarēs، به لاتین: Cyaxarēs) گفته می‌شود که از پادشاهان ماد بوده‌است و سلطنت او توسط کسنوفون شرح داده شده‌است. برخی از نظریه‌ها ادعا می‌کنند که او داریوش ماد در کتاب دانیال است. با این حال، تفاوت میان تاریخ هرودوت و کتزیاس باعث ایجاد اختلاف نظرهایی میان پژوهشگران شده‌است. در تاریخ هرودوت یا کتزیاس از او نامی برده نشده است و بسیاری از محققان در وجود واقعی او تردید دارند. سؤال از وجود او بر این تأثیر می گذارد که آیا پادشاهی ماد در حدود سال 537 قبل از میلاد به طور مسالمت آمیز با پادشاهی ایرانیان به روایت گزنفون (8.6.22, 8.7.1) ادغام شد یا در شورش ایرانیان علیه کوروش به انقیاد درآمد. پدربزرگ در سال 559 قبل از میلاد، تاریخی برگرفته از هرودوت (1.214) و تقریباً در سراسر جهان توسط محققان فعلی پذیرفته شده است.[۱]

## کیروپادیا گزنفون
بر اساس سیروپیدیا گزنفون (1.5.2)، هووخشتره دوم پس از آستیاگ به تخت سلطنت ماد رسید و او همچنین برادر ماندان، مادر کوروش کبیر (1.2.1، 1.4.7) بود. او ایرانیان کوروش دوم/بزرگ را به عنوان رهبری لشکرکشی برای فتح بابل در سال 539 قبل از میلاد توصیف می کند، در حالی که عموی او، هووخشتره دوم، در اکباتانا باقی ماند. هووخشتره دوم در آن زمان پیرمردی بود و چون کوروش دوم/بزرگ فرماندهی لشکرکشی را برعهده داشت، ارتش کوروش کبیر را پادشاه دانست. پس از آنکه کوروش دوم/بزرگ هووخشتره (دوم) را به کاخی که برایش در بابل آماده کرده بود دعوت کرد، هووخشتره (دوم) دخترش (کوروش دوم/پسر عموی اول کبیر) را به عقد او درآورد و پادشاهی مادها به عنوان مهریه او بود.  بر این فرض که هووخشتره دوم داریوش مادها است، ادعا می شود که او اسماً از بابل به عنوان رئیس امپراتوری مادها و پارس تا زمان مرگش دو سال سلطنت کرد، قدرت واقعی کوروش دوم/بزرگ بود. پس از مرگ هووخشتره دوم، امپراتوری به طور مسالمت آمیزی به کوروش دوم / کبیر رسید.[۲]
بحث بر سر نام
فردریش کونیگ ادعا کرد که گزنفون در مورد هووخشتره دوم
(II) گیج شده است، زیرا این نام پدر آستیاگ (هووخشتره دوم
اول) بود. با این حال، به ویژه در میان پادشاهان، غیرعادی نبود که فردی همنام پدربزرگش باشد. در مورد کوروش کبیر و کمبوجیه دوم نیز چنین بود. داریوش (I) هیستاسپس یک نوه به نام داریوش داشت که وارث ظاهری بود اما قبل از اینکه بتواند پادشاه شود کشته شد.[۳]

## بحث در مورد وجود هووخشتره دوم
هووخشتره دوم در کیروپادیا گزنفون نقش برجسته ای دارد. در مقابل، او در «تاریخ هرودوت» که جایی برای هووخشتره دوم دوم باقی نمی گذارد، غایب است. هرودوت می گوید که آستیاگ پادشاه ماد پسری نداشت و جانشین او به عنوان پادشاه ماد و ایران کوروش بزرگ بود. اجماع مدرن مورخان با هرودوت موافق است. جان ویتکامب نوشت که هووخشتره دوم گزنفون «تخیل صرف بود».[۴]
حداقل از زمان جروم تا قرن 19، بسیاری از نویسندگان، اعم از یهودی و مسیحی، وجود هووخشتره دوم  را پذیرفتند. در تفاسیر کتاب مقدس جان کالوین، آدام کلارک، کیل و دلیتزش، و لانگه، او را پادشاه ماد در پایان امپراتوری نو-بابلی می دانستند. در تفسیر لانگ، اتو زوکلر از گزینیوس، هنگستنبرگ و دیگر نویسندگان جدیدتر نام برد که هووخشتره دوم  را با داریوش مادها دانیال یکی دانستند. این تفاسیر به شباهت‌هایی بین هووخشتره دوم  که توسط گزنفون به تصویر کشیده شده است و آنچه ممکن است در مورد داریوش مادها از اظهارات پراکنده درباره او در کتاب دانیال استنباط شود، اشاره کرد. از نظر آنها، تفاوت در نام را می توان با این واقعیت توضیح داد که پادشاهان در آن زمان - از جمله اردشیر اول، داریوش دوم، اردشیر سوم و داریوش سوم - علاوه بر نام شخصی خود، نام تاج و تخت نیز داشتند. در مورد هووخشتره  دوم، هارپوکراسیون و بروسوس به عنوان شواهدی ذکر شدند که نشان می دهد نام تاج و تخت هووخشتره دوم داریوش مادها بوده است. زوکلر در مورد همبستگی‌های بین هووخشتره دوم دوم و داریوش مادها می‌نویسد: «گزارش گزنفون در مورد هووخشتره دوم  به قدری با روایت دانیال درباره داریوش مادها مطابقت دارد، به طوری که همانطور که هیتسیگ اعتراف می‌کند، «هویت این دو فراتر از یک شک.'"[۵]

## شواهد پشتیبان

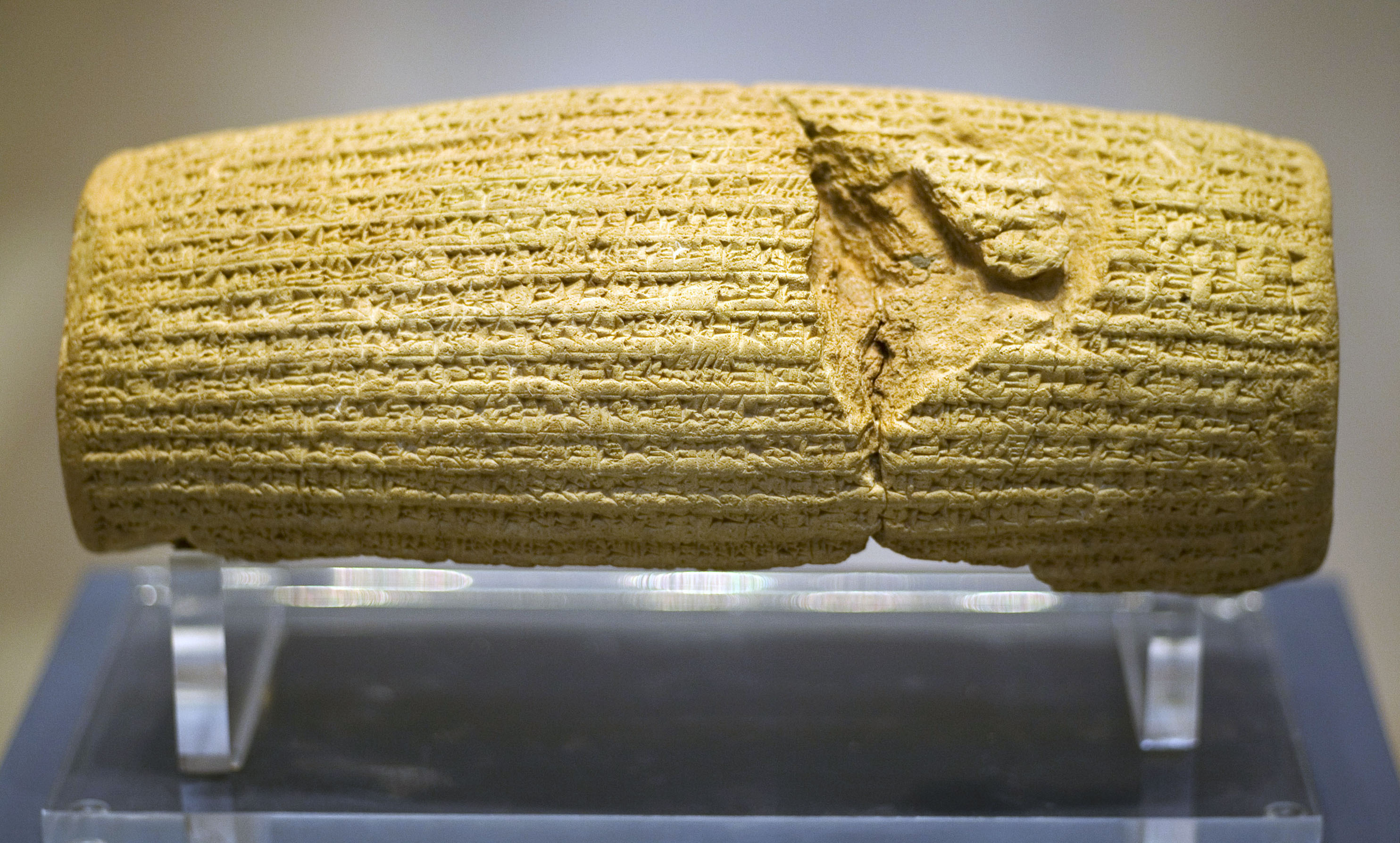
منشور حقوق بشر کوروش بزرگ

منابع زیر عموماً به نوعی از وجود هووخشتره دوم  به عنوان پادشاهی که جانشین آستیاگ بر تاج و تخت ماد شد و تا مدت کوتاهی پس از تصرف بابل توسط ارتش ترکیبی ماد و پارس و متحدانشان ادامه داشت، تأیید می‌کنند. . منابع به ترتیب زمانی ترکیب آنها ذکر شده است که در ابتدا قدیمی ترین آنها ذکر شده است.[۶]
استیل حران 
استیل حران (پریچارد، ص 362-63) در سال چهاردهم یا پانزدهم نبونیدوس، یعنی 542 تا 540 قبل از میلاد، به مناسبت بازسازی معبد در ایلول ساخته شد. نبونیدوس نقل می کند که چگونه در سال دهم سلطنت خود (546 یا 545 قبل از میلاد)، پادشاهان متخاصم از او دعوت کردند تا به بابل بازگردد. پادشاهان به عنوان «پادشاهان سرزمین مصر، سرزمین [v.l. for KUR: URU، شهر] مادها، از سرزمین اعراب، و همه پادشاهان دشمن (سرزمین)» نامیده می شوند. اهمیت این امر در تاریخ آن نهفته است، درست یک تا سه سال قبل از اینکه نبونیدوس پادشاهی خود را به دست مادها و پارس ها از دست بدهد. همچنین حدود 13 یا 14 سال پس از آن بود که کوروش ظاهراً مادها را تحت سلطه خود درآورد و در سال 559 قبل از میلاد فرمانروای امپراتوری ترکیبی شد. به گفته هرودوت و اجماع مورخان جدید که از او پیروی می کنند. نابونیدوس از ایرانیانی که به زودی رهبران کسانی خواهند بود که پایتخت او را تصرف کردند، اشاره ای نمی کند. این با تصویر گزنفون از ایرانیان که هنوز شریک زیردست در کنفدراسیون ماد و پارس در آن زمان بودند، مطابقت دارد، با کوروش فرمانروای کوچک زیر دست عمویش، هووخشتره دوم، پادشاه ماد. در هیچ کجای کتیبه‌ای باقی‌مانده، کوروش پادشاه ماد نامیده نشده است، مگر اینکه گفته شود کتیبه کنونی چنین تفسیر شده است. پارسی، «شاه بزرگ» و دیگر القاب مشابه. بنابراین استل حران گواه این است که اندکی قبل از سقوط بابل، پادشاه مادها که نامش ذکر نشده است، نه تنها وجود داشته، بلکه دشمن مهم‌تری برای بابلی‌ها از کوروش و ایرانیان به حساب می‌آمد.[۷]
نقش برجسته های تخت جمشید
ساخت شهر ایرانی تخت جمشید در اوایل سلطنت داریوش اول (522–486 قبل از میلاد)، احتمالاً در حدود 515 قبل از میلاد آغاز شد، و ساخت و ساز در سلطنت پسرش خشایارشا (486–465 قبل از میلاد) به پایان رسید. پلکان بزرگ آپادانا بخشی از فاز اول ساختمان بود. نقش برجسته در بخشی از راه پله، اشراف پارسی و مادها را بدون تفاوت درجه ظاهری نشان می دهد.[۸]
ترسیم پارسیان و مادها به عنوان یکسان با روایت هرودوت که پارسیان حدود 20 سال قبل از سقوط بابل مادها را "تسلیم" کرده و "برده" کردند، مطابقت ندارد (تاریخ 1.129،130). آنها با تصویری که در کیروپادیا از کنفدراسیون بین دو ملت ارائه شده است، مطابقت دارند، در حالی که مادها در ابتدا شرکای ارشد در کنفدراسیون بودند.[۹]
آیسخولوس در پارسیان
تراژدی آیسخولوس، ایرانیان، در سال 472 قبل از میلاد نوشته شد. نویسنده، آیسخلوس، معاصر داریوش هیستاسپس (522–486 قبل از میلاد) و پسرش خشایارشا (486–465) بود. او در ماراتن و سالامیس با ایرانیان جنگید. پارسیان هم پیش از گزنفون و هم هرودوت هستند و بنابراین مستقل از هر یک از این منابع هستند. این تراژدی بازنمایی دراماتیک از شکست ایرانیان در سالامیس (486 قبل از میلاد) است. در آن، شبح داریوش اول، دو پادشاه ماد را که پیش از کوروش به عنوان فرمانروایان اتحاد مادها و پارسیان بودند، توصیف می کند:زیرا مادها اولین رهبر میزبان [ما] بود. و دیگری، پسرش، این کار را به پایان رساند، زیرا ذهن [او] اشتیاق او را هدایت می کند. و سوم از او کوروش، مردی خوش شانس بود. هنگامی که او حکومت کرد، صلح را برای همه خود برقرار کرد.[۱۰]
در تاریخ هرودوت، دو پادشاه مادها که قبل از کوروش بودند، هووخشتره  اول و پسرش آستیاگ بودند. اما همچنین به گفته هرودوت، هووخشتره  یکم کنفدراسیون ماد و پارس را تأسیس نکرد و آستیاگ «این کار را به پایان نرساند». در عوض پس از آغاز جنگ علیه کوروش تاج و تخت خود را از دست داد. تضاد آیسخلوس با هرودوت در مورد تاریخ اولیه مادها و پارسها به قدری آشکار است که والتر کرانتس اظهار داشت: «مسلماً می توان شکایت کرد که به این ترتیب آیسخلوس (مانند شنوندگانش) از انقلاب عظیم شرق در مورد تغییر و تحول در شرق چیزی نمی دانست.  استیون اندرسون می نویسد: «در نتیجه تلاش برای آشتی دادن آیسخلوس با هرودوت شکست می خورد، نه تنها به دلیل مشکل همبستگی پادشاهان ماد، بلکه به دلیل مشکل اتحاد ماد و پارس. آیسخلوس مادها و ایرانیان را به عنوان میزبانی متحد از اولین پادشاه ماد در این فهرست معرفی می کند و نشان نمی دهد که فتح ماد توسط کوروش، همانطور که هرودوت ادعا می کند وجود داشته است.[۱۱]
در گذشته، تعبیر بسیاری از کلاسیک نویسان این بود که دو پادشاه مادها پیش از کوروش در این اشاره، آستیاگ و کیاکسارس دوم گزنفون بودند. این موضع توماس استنلی بود که ویرایش استاندارد آثار آیسخولوس از قرن هفدهم تا نوزدهم را ویرایش کرد. این که مادها تحت فرمان آستیاگ با ایرانیان هم پیمانی را آغاز کردند، همانطور که آیسخولوس نشان می دهد، نشان می دهد که آستیاگ دخترش ماندانه را به عقد کمبوجیه، پدر کوروش توسط ماندان، می دهد. این اتحاد ازدواج در تاریخ هرودوت و گزنفون به اثبات رسیده است. "در بافت خاور نزدیک باستان، چنین ازدواج هایی به معنای تشکیل اتحادهای سیاسی بود، و به نظر می رسد که آستیاگ دقیقاً چنین اتحادی را با ایران به منظور کنترل هژمونی بابلی انجام داد. کاری که او در مخالفت با هژمونی بابل از طریق کنفدراسیون با آن آغاز کرد ایران توسط پسرش داریوش/هووخشتره دوم تکمیل شد که با سقوط بابل به دست ارتش ماد تاج و تخت ماد را اشغال کرد. در هماهنگی با جانشینی گزنفون از پادشاهان مادها، از جمله هووخشتره دوم.[۱۲]
گزنفون در کیروپادیا
گزنفون یک سرباز مزدور بود که در جنگ داخلی ایران بین کوروش کوچک و برادرش اردشیر دوم ایرانی جنگید. داستان 10000 مزدور یونانی در مشهورترین اثر گزنفون، آناباسیس، نقل شده است. گزنفون در کنار کوروش جنگید و او را بسیار تحسین می کرد. پس از کشته شدن کوروش، گزنفون رهبر یونانیان در سفر طولانی آنها به خارج از قلمرو تحت کنترل ایرانیان شد. از آنجایی که ظاهراً با کوروش کوچکتر و ملازمانش کاملاً آشنا بود، فرصت کافی برای آموختن خاطرات درباری کوروش کبیر داشت.[۱۳]
هنگامی که گزنفون چندین سال بعد کیروپادیا (آموزش کوروش) خود را نوشت، تاریخ های هرودوت قبلاً منتشر شده بود. در مورد تربیت کوروش کبیر، هرودوت گفت که یکی از داستان هایی را که شنیده بود انتخاب می کرد، اما سه داستان دیگر بود که او انتخاب نکرد (1.95). داستانی که او انتخاب کرد برگرفته از اسطوره های رایج در آن زمان است. بخشی جدایی ناپذیر از داستان هرودوت توضیح او درباره چگونگی رسیدن کوروش به تاج و تخت ایران بود. این پس از آن بود که او یک شورش موفق علیه پدربزرگ مادری خود آستیاگ، پادشاه مادها را رهبری کرد. گزنفون این داستان را از هرودوت می دانست، اما آن را باور نکرد، زیرا تاریخچه او از سال های اولیه کوروش کاملاً متفاوت است. هرودوت و گزنفون موافقند که مادر کوروش ماندان ماد، دختر آستیاگ بود، اما هرودوت می‌گوید که پدر کوروش، کمبوجیه اول، «درجات مناسبی» برای شاه یا پدر بودن نداشت (1.07). با این حال گزنفون می گوید که کمبوجیه پادشاه ایران بوده است. گزنفون می‌گوید که برخلاف هرودوت که کوروش علیه پدربزرگش شورش کرد و تاج و تخت ماد را تصرف کرد، آستیاگ درگذشت و پسرش هووخشتره (دوم) مدتی قبل از کوروش - به عنوان شاهزاده نایب السلطنه ایران و ایران - در تاج و تخت ماد درگذشت و جانشین او شد. رهبر ارتش آنها - کارزار فتح خود را آغاز کرد. کشف استوانه کوروش گواه بر این بود که هرودوت در مورد اجداد کوروش و به ویژه مقام پدرش کمبوجیه اشتباه می کرد. در آنجا کوروش می‌گوید که او «پسر کمبوجیه، شاه بزرگ، شاه انشان، نوه کوروش، شاه بزرگ، شاه انشان، از نوادگان تیسپس، شاه بزرگ، شاه انشان، از خانواده‌ای است (که) همیشه (که) ورزش می‌کرد. ) پادشاهی» (پریچارد، ص 316).[۱۴]
بروسوس در بابلیاکا
بروسوس نویسنده بابلی بود که در حدود 270 سال قبل از میلاد تاریخ بابل به نام بابلیاکا را تهیه کرد. این اثر در دوران باستان به طور گسترده ای شناخته شده بود، اما اکنون تنها در قطعاتی که توسط نویسندگان بعدی نقل شده است باقی مانده است. قطعه ای در توصیف فتح بابل توسط کوروش در یوسفوس علیه آپیون (1.150-53/1.20) حفظ شده است. در بابلیاکا، بروسوس تاریخ فتح را به سال هفدهم نبونیدوس، مطابق با کتیبه میخی کرونیکل نابونیدوس، می‌داند. این بخش از بابلونیاکا نیز در تواریخ اوسبیوس ذکر شده است، اثری که تنها در یک ترجمه ارمنی باقی مانده است. اوسبیوس از آبیدنوس، مظهر بروسوس، به عنوان منبع خود یاد می کند. قطعه بروسوس که  در مقابل آپیون محفوظ مانده است بیان می کند که کوروش به نابونیدوس ایالت کارمانیا را داد تا در آن زندگی کند. کرونیکل اوزبیوس با این موافق است، اما استناد آن به آبیدنوس/بروسوس می افزاید: "کوروش به این یکی [نابونیدوس] داد، زمانی که او به او داد. بابل، فرمانداری سرزمین کارمانیان را گرفته بود [اما] داریوش پادشاه مقداری از استان را برای خود گرفت.بیانیه بروسوس از پادشاهی به نام داریوش هم عصر نبونیدوس یاد می کند. این ممکن است از فرمانروایی داریوش پادشاه در زمانی که کوروش بابل را فتح کرد، حمایت کند، اما ممکن است به داریوش بزرگ (حکومت 522–486) نیز اشاره کند، که ممکن است بعداً استان نبونیدوس را کاهش دهد. این اشاره به نام داریوش در تفسیرهای قرن نوزدهم کیل، دلیتسش و لانگه به کار رفته است تا ادعا شود که "داریوش مادها" در کتاب دانیال در یک منبع باستانی گواهی شده است.[۱۵]
هارپوکراسیون
هارپوکراسیون فرهنگ‌نویسی بود که در نیمه دوم قرن دوم میلادی نوشت. او با کتابخانه بزرگ اسکندریه ارتباط داشت و به بسیاری از منابع باستانی دسترسی داشت که با تخریب کتابخانه از بین رفتند. تنها اثری که از او باقی مانده «قابلیت ده سخنور» است. در مدخلی برای سکه دریک، او می‌نویسد: «اما داریک‌ها، آن‌طور که بیشتر گمان می‌کنند، از نام داریوش، پدر خشایارشا، نامگذاری نمی‌شوند، بلکه نام یک پادشاه باستانی دیگر است». در قرن نوزدهم، سی. اف. کیل، در تفسیر کیل و دلیتزش در مورد کتاب مقدس عبری، اشاره در هارپوکراسیون را به عنوان مدرکی خارج از کتاب مقدس دانیال برای وجود «داریوش مادها» دانیال به عنوان یک شخصیت تاریخی ذکر کرد.[۱۶]

## شواهد متضاد
متون قراردادهای بابلی  هزاران نمونه از اسناد قرارداد بابلی وجود دارد که به خط میخی روی گل نوشته شده اند که بسیاری از آنها منتشر نشده اند. استراسمایر 384 متن قرارداد مربوط به سلطنت کوروش را منتشر کرد و از آن زمان متن دیگری منتشر شد. این اسناد قوی‌ترین استدلال را علیه وجود هووخشتره دوم ارائه می‌کنند، زیرا هیچ‌یک از آن‌هایی که هنوز منتشر شده‌اند حاوی این نام نیستند. رولی می نویسد: "هیچ پادشاه امپراتوری حکومت خود را بین نبونید و کوروش قرار نداد، زیرا قبل از ماه ورود کوروش به بابل، قراردادها در زمان سلطنت او تعیین می شد."[۱۷]
به نوشته کیروپادیا (8.5.1،17)، تنها پس از حل و فصل امور در بابل بود که کوروش به ماد رفت و هووخشتره  را دعوت کرد تا به بابل بیاید، جایی که برای او قصری آماده کرده بود. اگر چنین بود، مردم بابل باید کوروش را فاتح خود می شناختند، نه هووخشتره های دوردست. استیون اندرسون، که از طرح کلی گزنفون حمایت می کند، می نویسد که کوروش «به وضوح به عنوان پادشاه جدید مورد ستایش قرار گرفت، هنگامی که او در یک صفی که به دقت طراحی شده بود وارد شهر شد، و ورود او با یک کمپین تبلیغاتی سنگین پیش و پس از آن انجام شد». اندرسون همچنین می‌گوید: «ممکن نیست متون خط میخی وجود داشته باشد که از داریوش مادها نام می‌برد و دانشمندان امروزی آن را به اشتباه یکی از سه پادشاه ایرانی به نام «داریوش» می‌شناسند. هر گونه اشاره ای به داریوش مادها باید بسیار صریح و غیرقابل توضیح باشد تا توسط یک محقق متعارف به این عنوان شناخته شود."[۱۸]
استوانه کوروش
استوانه کوروش (پریچارد, pp. 315-16) استوانه ای سفالی بشکه ای شکل است که به خط میخی اکدی حک شده است. به نظر می رسد زمانی پس از فتح بابل (539 قبل از میلاد) و قبل از مرگ کوروش در سال 530 قبل از میلاد نوشته شده باشد. استوانه کوروش بخش مهمی از شواهد در تضاد با روایت گزنفون بود. متن آن به گونه‌ای تفسیر شد که ایرانیان پیش از تصرف بابل، مادها را در جنگ فتح کردند، همانطور که هرودوت روایت می‌کند. هیچ اشاره ای به پادشاهی مادها در زمان سقوط بابل نمی شود، که به عنوان شاهدی بر وجود هووخشتره دوم که توسط گزنفون توصیف شده بود، تلقی می شد.[۱۹]
تحقیقات مدرن، استوانه را به عنوان یک قطعه تبلیغاتی می شناسند که برای دستکاری افکار عمومی علیه نبونیدوس پادشاه بابل و مشروعیت بخشیدن به فتح کوروش بر بابل طراحی شده است. این کتاب کوروش را به‌عنوان آزادی‌بخش مردم بابل توصیف می‌کند که پرستش مردوک را پس از بی‌توجهی نبونیدوس که در سراسر جهان مورد سرزنش قرار می‌گیرد، بازگرداند. در استوانه کوروش آمده است که کوروش "سرزمین گوتیوم و همه اممان-ماندا را به تسلیم در برابر پاهای او تعظیم کرد." برخی از مقامات [کلمات راسو] اومان ماندا را اشاره ای به انقیاد کوروش از مادها می دانند. لشکرکشی موفقیت آمیز علیه لیدیایی ها و متحدان آنها، که هووخشتره دوم را سرکوب کرد و در عین حال با او بیعت کرد. اندرسون در مورد «تسلیم شدن» گوتیان و اومان ماندا می نویسد: «به منظور توجیه این ادعاهای تبلیغاتی دروغین و همچنین فراهم آوردن فرصتی دیگر برای تجلیل کوروش، لازم بود کوروش را به گونه ای نشان دهیم که واقعاً بر جهان غلبه کرده است. مادها به جای اینکه تدریجاً بر ارتش متحد ماد تسلط پیدا کنند و در نهایت جانشین آخرین پادشاه ماد شوند... اگر کوروش قبل از سقوط بابل بر ارتش ماد فرمانروایی می کرد، این امر با هرودوت یا گزنفون مطابقت داشت. "[۲۰]
طبق کیروپادیا گزنفون (4.6.1-11)، گوبریاس، فرماندار گوتیوم تحت فرمانروایی بابلی ها، کینه ای دیرینه از پادشاه بابل داشت. پس از آنکه کوروش بر کرزوس پیروز شد، گوبریاس نزد کوروش آمد و وفاداری خود را نشان داد. گوبریاس در رویدادهای بعدی نقش برجسته ای دارد و توصیه های خود را در مورد چگونگی ادامه تصرف بابل ارائه می دهد و سپس نیروهایی را که شهر را تصرف کرده بودند رهبری می کند (5.4.41-50؛ 7.5.8-33). اگرچه ممکن است به دلیل تمایل گزنفون برای به تصویر کشیدن کوروش به عنوان یک استاد درایت و دیپلماسی، طرح کلی این گزارش زیر سؤال رود، اما به سادگی هیچ روایت دیگری وجود ندارد که توضیح دهد چگونه گوتی ها پیرو کوروش شدند و در برابر او تسلیم شدند. همانطور که در استوانه کوروش آمده است. گزنفون از تواریخ نابونیدوس پشتیبانی می کند، جایی که گوبریاس (اوگبارو)، در توافق با کیروپادیا، فرماندار گوتیوم و رهبر ارتش کوروش در دستگیری نامیده می شود. بابل استیون هیرش نتیجه می گیرد: "بنابراین گزنفون حق دارد ادعا کند که کوروش از یکی از گوبریاس ها، یک دست نشانده بابلی که در تصرف بابل نقش داشت، حمایت کرده است. این جزئیات در گزارش هرودوت و در بخش های باقی مانده از پرسیکای کتزیاس وجود ندارد. "[۲۱]
تواریخ نابونیدوس 
تواریخ نابونیدوس یک متن بابلی باستانی است که بخشی از مجموعه بزرگتر تواریخ بابلی است که به خط میخی بر روی لوح های گلی حک شده است. آملی کورت کرونیکل نبونیدوس را به عنوان «موثق‌ترین و هوشیارترین گزارش [کهن] از سقوط بابل» توصیف می‌کند.  ماهیت تحلیلی آن نشان می دهد که اسناد اصلی مربوط به دوران سلطنت نبونیدوس نقطه شروع متون آن بوده است، اما این اسناد به شدت ویرایش شده اند تا نور نامطلوبی را بر نبونیدوس به عنوان کسی که مکرراً از جشن سال نو در بابل غفلت کرده است، بپردازند.[۲۲]
در رابطه با تاریخی بودن هووخشتره دوم، کرونیکل با هرودوت موافق است که ارتش ایشتومگو آگامانتو (که آستیاگ اکتابانا در نظر گرفته می شود) علیه او شورش کردند و در نتیجه «کوروش، پادشاه انشان» آگامانتو/اکتابانا را فتح کرد و غارت کرد. این به عنوان پشتیبان [کلمات راسو] هرودوت با توجه به جانشینی پادشاهانی در نظر گرفته شده است که در آن کوروش کبیر بلافاصله پس از آستیاگ به عنوان پادشاه ماد و ایران، بدون دخالت کیاکسارس دوم،  اگرچه توافق بین نبونیدوس. کرونیکل و هرودوت، که کوروش آستیاگ را فتح کرد و به پادشاهی ماد پایان داد، برای اکثر محققان مدرن قطعی به نظر می رسد، مشکلاتی باقی مانده است. شاهدان.  هرودوت گفت که چهار نسخه از تربیت کوروش و چگونگی پادشاه شدن او در دسترس اوست و او ترجیح داد تنها یکی از آنها را ارائه دهد (تاریخ 1.95). توافق هرودوت با وقایع نگاری نابونیدوس در این مورد نباید به عنوان دو گواهی مستقل در نظر گرفته شود. بابل. در بخشی که تا حدی معیوب است، تواریخ نابونیدوس مرگ "همسر پادشاه" را گزارش می دهد. این اتفاق در زمانی قبل از پایان ماه رخ داد که در آن نیروهای کوروش بابل را تصرف کردند. اگر پادشاه کوروش بود، همانطور که محتمل‌تر به نظر می‌رسد، پس کسی که درگذشت همسر اول او، کاساندان، مادر کمبوجیه دوم بود. اگر کاساندان در این زمان مرده بود، قسمتی را در کیروپادیا روشن می کرد (8.5.19) که در آن هووخشتره دوم ، عموی مادری کوروش، دخترش را به عنوان عروس به کوروش تازه داغدار با پادشاهی ماد به عنوان عروس سپرد. مهریه. مرگ همسر پادشاه در تواریخ نبونیدوس پس از آن توضیح می‌دهد که چرا کوروش در سال‌های میانی خود ملکه جدیدی انتخاب کرد، همانطور که در کیروپادیا آمده است. مرگ همسر پادشاه در تواریخ نابونیدوس و ازدواج کوروش در مدت کوتاهی پس از آن (کیروپادیا) زیرا انجام این کار وجود هووخشتره دوم را اعتبار می‌بخشد.[۲۳]
هرودوت 
تاریخ های هرودوت بین سال های 450 تا 420 قبل از میلاد نوشته شده است. هرودوت جایی برای هووخشتره دوم در تاریخ ها ندارد، زیرا روایت او نشان می دهد که کوروش شورش موفقی را علیه پدربزرگ مادری خود، آستیاگ، پادشاه ماد، رهبری می کند. در نتیجه، مادها «بردگان» ایرانیان شدند (1.129,130). هرودوت بیان می کند که آستیاگ وارث مردی نداشت (1.109). این را می توان با بیانیه گزنفون (کیروپادیا 8.5.19) مقایسه کرد که می گوید این هووخشتره دوم، پسر آستیاگ بود که هیچ وارث مردی نداشت. در مورد تولد و تربیت کوروش، روایتی که در سراسر جهان به عنوان اقتباسی از افسانه های رایج در مورد پادشاه شدن پسران طرد شده شناخته شده است. این شورش به طور کلی توسط برخی از مورخان مدرن به عنوان حقیقت پذیرفته شده است.[۲۴]